# Alexandre Marsoin
Alexandre Marsoin, né le 25 mars 1989 à Saint-Brieuc, est un  pilote automobile français, et entrepreneur.

## Biographie
Après un début de carrière en karting a 8 ans au Circuit du Val D'Argenton, il participe aux Championnats de France et d'Europe Junior CIK et remporte un titre de champion de France en 2004. Alexandre Marsoin fait ses débuts en monoplace en 2005 en Formule Campus, terminant l'année à la 8e place. 
L'année suivante, il s'engage au championnat de France de Formule Renault avec l'écurie Epsilon Sport, en signant un podium et un meilleur tour. 
Il a également participé plusieurs courses de la Formule Renault Eurocup.
En 2007, il poursuit sa carrière au championnat de France de Formule Renault, tout en prenant part à la Formule Renault Eurocup. Pilote de l'écurie SG Formula dans les championnats français, il lui a fallu six podiums, dont deux victoires en course, pour terminer à la troisième place au championnat, derrière son coéquipier et champion en titre Jules Bianchi. Dans la Formule Renault Eurocup, pas de victoires malgré de très bonnes performances mais perturbées par de nombreux crash.Son classement honorable et ses performances lui ont parfois valu le surnom de "Flash Gordon".
À la fin de l'année 2007, Marsoin participe aux essais hivernaux des World Series by Renault sur le circuit Paul Ricard et le circuit de Valencia avec l'équipe belge KTR, qui se veulent convaincants ainsi que des essais en F3 Euroseries, et en février 2008, il signe chez Epsilon Euskadi, avec comme coéquipier, le Brésilien Mario Romancini puis Filipe Albuquerque. La Performance est au rendez-vous, mais les abandons mecaniques   sont trop fréquents et les résultats ne sont pas au rendez-vous et Marsoin cherche une autre équipe pour l'année 2009.
En 2009, après des essais en World Series By Renault chez Tech One et Prema, puis en Formule 3 Euroseries, Marsoin signe chez SG Formula en F3, mais ne participe qu'à 3 manches puis met un terme à sa carrière.